# Heyco
Heyco ist ein Remscheider Unternehmen, das Handwerkzeuge sowie Schmiede- und Kunststoffkomponenten für die Automobilindustrie herstellt.
Heyco wurde 1937 von Max und Ernst Heynen in Remscheid gegründet. Ab 1945 bearbeitete das Unternehmen Teile für die Automobilindustrie und fing später mit der Fertigung von Handwerkzeugen an. Der Standort des Unternehmens außerhalb von Remscheid wurde 1961 in Tittling aufgebaut. Im Jahr 1973 wurde mit Shamrock Forge & Tools die erste ausländische Tochtergesellschaft in der Republik Irland gegründet. Der Einstieg Heycos in die Kunststoffverarbeitung gelang dem Unternehmen 1980 durch die Übernahme der Carl Steinmann Kunststoffverarbeitung GmbH, die ebenfalls aus Remscheid stammt.